# Dahlhausen (Menden)
Dahlhausen ist eine Ortschaft in der nordrhein-westfälischen Stadt Menden (Sauerland), Märkischer Kreis. Vor der kommunalen Neugliederung, die am 1. Januar 1975 in Kraft trat, gehörte Dahlhausen zur damals selbständigen Gemeinde Halingen, Amt Menden, Kreis Iserlohn.
Dahlhausen liegt im Nordwesten des Stadtgebietes von Menden an der Bundesstraße 233, südlich der Ruhr.
In Dahlhausen steht das Schloss Dahlhausen der Freifrau von Fürstenberg.